# Rétablissement de la domination britannique sur les îles Malouines (1833)
 (janvier 2023).
Le contenu est difficilement compréhensible vu les erreurs de traduction, qui sont peut-être dues à l'utilisation d'un logiciel de traduction automatique.
En décembre 1832, deux navires de guerre furent envoyés par le Royaume-Uni dans le but de réaffirmer la souveraineté britannique sur les îles Malouines, après que les Provinces-Unies du Río de la Plata (dont une partie est devenu plus tard l'Argentine) ont ignoré les protestations diplomatiques britanniques sur la nomination de Luis Vernet en tant que gouverneur des îles Malouines et à la suite d'un différend sur les droits de pêche.

## Contexte

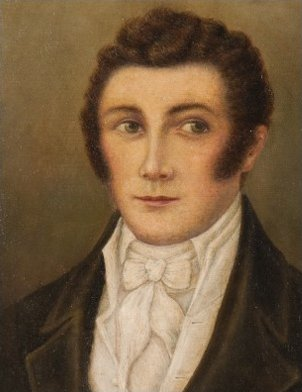
Luis Vernet

En 1765, le capitaine John Byron, qui n’était pas au courant de la présence française sur la Malouine orientale, explora l'île Saunders, sur la Grande Malouine, nomma Port Egmont, et les revendiqua et d'autres îles pour la Grande-Bretagne en raison du principe d’antériorité de leur découverte. L'année suivante, le capitaine John MacBride établit une colonie britannique à Port Egmont. La présence britannique dans l'ouest continua, jusqu'à l’interruption créée par l'Espagne (qui avait acquis la colonie française), lors de la crise des Malouines du 10 juillet 1770 au 22 janvier 1771. Des pressions économiques conduisirent la Grande-Bretagne à se retirer unilatéralement de nombreuses colonies d'outre-mer en 1774.
Le 20 mai 1776, les forces britanniques, sous le commandement du lieutenant Clayton, quittèrent officiellement Port Egmont, laissant une plaque affirmant la continuité de la souveraineté de la Grande-Bretagne sur les îles. Les îles Malouines restèrent un avant-poste important pour les chasseurs de baleines et de phoques qui utilisaient les îles pour se mettre à l'abri des tempêtes de l'Atlantique Sud. Grâce à leur emplacement, les îles Malouines furent souvent le dernier refuge pour les navires endommagés en mer. Les plus nombreux parmi ceux qui utilisèrent les îles étaient des chasseurs de phoques britanniques et américains, alors que généralement entre 40 et 50 navires étaient engagés dans la chasse aux otaries à fourrure.
En 1823, après sa guerre d'indépendance contre l'Espagne, les Provinces-Unies accordèrent des terres sur la Malouine orientale à Luis Vernet, qui se rendit pour la première fois dans les îles l'année suivante. Cette première expédition échoua quasiment dès qu’il débarqua, et une seconde tentative, en 1826, approuvée par les Britanniques (mais retardée jusqu'à l'hiver par un blocus brésilien), échoua également après son arrivée dans les îles. En 1828, le gouvernement des Provinces-Unies accorda à Vernet toute la Malouine orientale, y compris toutes ses ressources, avec exemption d'impôt si une colonie pouvait être établie dans les trois ans. Il emmena des colons, certains d'entre eux britanniques, et avant de quitter une nouvelle fois le continent demanda la permission au consulat britannique à Buenos Aires. Après avoir reçu son consentement, Vernet accepta de fournir des rapports réguliers au consul britannique et a exprimé le désir d’une protection britannique pour sa colonie même s’ils devraient décider de rétablir leur présence dans les îles.
Au retour de Vernet dans les Malouines, Puerto Soledad fut rebaptisé Puerto Luis. Les Provinces-Unies proclamèrent Luis Vernet gouverneur des îles en 1829. Les protestations diplomatiques britanniques à cette nomination et les déclarations de souveraineté furent ignorés. Les Provinces-Unies accordèrent également à Vernet des droits exclusifs de chasse aux phoques dans les îles. Cela fut contesté par les consulats britannique et américain à Buenos Aires, mais une fois de plus les protestations diplomatiques furent ignorés. Vernet continua de fournir des rapports réguliers au consul britannique tout au long de cette période.
En 1831, Luis Vernet saisit trois navires américains (le Breakwater, le Superior et l'Harriet) chassant aux phoques dans les eaux des Malouines, confisquant leurs prises et arrêtant leurs équipages. Vernet retourna sur le continent, avec les officiers supérieurs des navires américains, pour les juger pour violation des restrictions sur la chasse aux phoques. Le consul des États-Unis protesta violemment contre la saisie de navires américains et l'USS Lexington (en) mit le cap sur les Malouines. Le journal de bord du Lexington ne rapporte que la destruction d’armes et d’un magasin de poudre, bien que dans sa plainte contre le gouvernement américain en vue d’une compensation (rejetée par le gouvernement du président américain Grover Cleveland en 1885), Vernet déclara que la colonie avait été détruite. Les îles furent déclarées exemptes de tout gouvernement, les sept principaux membres de la colonie ont été arrêtés pour piraterie et emmenés à Montevideo, où ils furent libérés sans inculpation sur les ordres du commodore Rogers.
Ce dernier incident convainquit finalement le bureau des Affaires étrangères britannique de réaffirmer sa revendication de souveraineté sur les îles. Pendant une bonne partie de 1832, les Provinces-Unies n'eurent pas de représentant du gouvernement dans les îles. Le gouvernement de Buenos Aires nomma le major Esteban Mestivier (en) en tant que nouveau gouverneur des îles, et lui ordonna de mettre en place une colonie pénitentiaire. Mais quand il arriva à la colonie le 15 novembre 1832, ses soldats se mutinèrent et le tuèrent. La mutinerie fut réprimée par le major José María Pinedo (en), commandant de la goélette Sarandí des Provinces-Unies. L'ordre fut rétabli juste avant l'arrivée des Britanniques.

## Arrivée de l'escadre

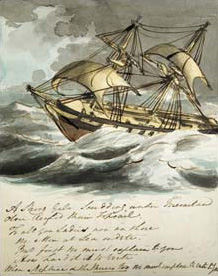
Croquis d'un brick-sloop, probablement l'HMS Clio, commandé par le capitaine de frégate William Farrington, vers 1812.

Sous le commandement du capitaine John James Onslow (es), le brick-sloop HMS Clio (en), précédemment stationné à Rio de Janeiro, atteignit Port Egmont le 20 décembre 1832. Il fut rejoint plus tard par le HMS Tyne. Leurs premières actions furent de réparer le fort de Port Egmont et d’apposer un avis de possession.
Onslow arriva à Puerto Louis le 2 janvier 1833. Pinedo envoya un officier à bord du navire britannique, où il lui fut présenté la demande écrite de remplacer le drapeau argentin par un étendant britannique, et de quitter les lieux.
« Je dois vous dire que j'ai reçu des ordres de Son Excellence et commandant en chef de la flotte de Sa Majesté britannique, de la station en Amérique du Sud, au nom de Sa Majesté britannique, d’exercer les droits de souveraineté sur ces îles.
Il est dans mon intention de hisser demain le drapeau national de la Grande-Bretagne sur le rivage, quand je le demanderai vous serez heureux d'affaler votre drapeau sur le rivage et retirer vos forces, en emportant tous les dépôts appartenant à votre gouvernement. »
Pinedo ébaucha des plans pour résister, mais finalement renonça en raison de son infériorité numérique évidente et du manque de compatriotes parmi son équipage (environ 80 % de ses forces étaient des mercenaires britanniques qui refusaient de se battre contre leurs compatriotes). Les forces britanniques débarquèrent le 3 janvier et hissèrent les couleurs, rendant le drapeau argentin à Pinedo, qui quitta les Malouines le 5 janvier.
Reconnaissant que la colonie de Vernet avait la permission britannique, Onslow assura la poursuite de cette colonie pour la avitaillement des navires de passage. Les gauchos, qui n'avaient pas été payés depuis le départ de Vernet, avaient hâte de retourner sur le continent. Onslow les persuada de rester en leur payant ses provisions en argent et leur promettant qu’en l'absence de l'autorité de Vernet ils pourraient gagner leur vie grâce aux bovins sauvages vivant sur les îles.
Les navires britanniques ne restèrent pas longtemps et prirent le large deux jours plus tard, laissant William Dixon (le magasinier de Vernet) diriger la colonie. On donna à Dixon un mât et à charge pour lui de hisser le drapeau britannique à chaque fois qu'un navire était dans le port.
L'Argentine allègue que la population des îles fut expulsée en 1833. Cependant, des sources britanniques et argentines de l'époque, dont le journal de bord de l'ARA Sarandí, suggèrent que les colons furent encouragés à rester sous la direction de l'adjoint de Vernet, Matthew Brisbane,.

## Conséquences

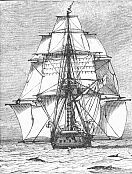
.

Le HMS Beagle arrive le 15 mars 1833. Vernet envoie son adjoint Matthew Brisbane dans les îles pour prendre en charge sa colonie en mars 1833. Rencontrant le capitaine Fitzroy du Beagle, il est encouragé à poursuivre l'entreprise de Vernet pourvu qu'il y ait aucune tentative pour faire promouvoir les ambitions des Provinces-Unies. Comme Onslow devant lui, Fitzroy est contraint d'utiliser toute sa persuasion pour encourager les gauchos de continuer à travailler dans la colonie de Vernet :
« Durant le mois que nous est resté dans le détroit Berkeley, j'ai eu beaucoup de problèmes avec les équipages de chasse à la baleine ou avec les petits navires de chasse aux phoques, ainsi qu’avec les colons, qui semblaient s’imaginer que parce que le drapeau britannique a été re-hissé sur les Malouines, ils avaient la liberté de faire ce qu’ils voulaient avec la propriété privée de M. Vernet, ainsi qu’avec les bovins et les chevaux sauvages. Les gauchos voulaient partir, et retourner à la Plata, mais comme ils étaient les seuls travailleurs utiles sur les îles, en fait, les seules personnes sur qui on pouvait se reposer pour un approvisionnement régulier en viande de bœuf fraîche, je me suis intéressé autant que possible à les inciter à rester, et avec un certain succès, pour sept sur douze d’entre eux. »
En arrivant dans les Malouines, Fitzroy s’attendait à trouver la colonie en plein essor comme signalé par un autre officier britannique. Au lieu de cela, il trouva la colonie dans un état d'abandon, ce dont, selon Brisbane, le raid du Lexington était la cause. Fitzroy interrogea plusieurs membres de la colonie qui corroborèrent les propos de Brisbane :

« Le lendemain matin, Brisbane est venu à bord avec ses papiers, et j'ai été très satisfait de leur teneur, et de l'explication qu'il m'a donnée sur son entreprise. Certains malentendus ayant surgi depuis sur son autorisation donnée par Vernet pour agir à sa place, je peux ici mentionner à nouveau que les instructions de Vernet à Brisbane l'autorisaient à agir comme son agent privé uniquement, pour s'occuper de sa propriété privée, et qu'il n’y avait pas la moindre référence à l'autorité civile ou militaire. Cela posé, je suis allé à Port-Louis, mais j’ai été bien déçu. Au lieu du petit village gai auquel je m'attendais, - quelques maisons en pierre à moitié en ruines; quelques cabanes éparses; deux ou trois cuisinières de bateaux; un peu de terrain délabré où les jardins avaient été aménagés, et où quelques choux ou de pommes de terre poussaient encore; des moutons et des chèvres; quelques porcs à longues pattes; quelques chevaux et quelques vaches; avec ici et là un être humain misérable - dispersés au premier plan d'un paysage de nuages noirs, de collines aux sommets irréguliers, et entre les deux d’une lande sauvage.
« Comment est-ce ? » dis-je, dans l'étonnement, à M. Brisbane ; « Je pensais que la colonie de M. Vernet était une colonie prospère et heureuse. Où sont les habitants ? L'endroit semble désert et en ruines ». « En effet, Monsieur, elle était florissante », dit-il, « mais le Lexington l’a ruiné: les hommes du capitaine Duncan ont fait de tels dommages aux maisons et aux jardins. J’ai été moi-même traité comme un pirate, en rangs à l’avant du Lexington, injurié depuis le gaillard d'arrière, le plus violemment par le capitaine Duncan, traité par lui plus comme une bête sauvage que comme un être humain, et depuis ce temps là surveillé comme un criminel, jusqu'à ce que je soit libéré par ordre du Commodore Rogers ». « Mais », j'ai dit, « où est le reste des colons? Je n’en vois qu’une demi-douzaine, dont deux sont de vieilles femmes noires; où sont les gauchos qui tuent le bétail? ». « Monsieur, ils sont dispersés dans tout le pays. Ils ont été tellement effrayés par ce qui s'est passé, et ils redoutent tellement l'apparition d'un navire de guerre, qu'ils restent à l'écart jusqu'à ce qu'ils connaissent ses intentions ». J’interrogeais plus tard un vieil allemand, lorsque Brisbane dut hors de vue, et après lui un jeune natif de Buenos-Aires, qui tous deux corroborèrent le compte rendu de Brisbane. »

Au départ des îles, Fitzroy exprima sa préoccupation pour la colonie et son absence d'autorité régulière sur un groupe des îles livrées à une quasi anarchie.
En août 1833, huit membres de la colonie furent pris de folie, tuant les cinq notables. Ceci provoqua la ré-institution de payer les salaires des gauchos avec les bons de papier émis par Vernet.
En 1834, lors de sa deuxième visite de l'île, Charles Darwin remarqua que :

« Après que la possession de ces îles misérables fut contestée par la France, l'Espagne et l'Angleterre, elles furent laissés inhabitées. Le gouvernement de Buenos Aires les vendit ensuite à un particulier, mais les utilisa également, comme la vieille Espagne l'avait fait auparavant, comme une colonie pénitentiaire. L’Angleterre revendiqua son droit et en prit possession. L'Anglais auquel fut laissée la charge du drapeau fut assassiné. Un officier britannique fut ensuite envoyé, soutenu par aucun pouvoir, et quand nous sommes arrivés, nous l'avons trouvé en charge d'une population, dont un peu plus de la moitié étaient des rebelles et des assassins en fuite. »

Le lieutenant Henry Smith fut nommé et devint le premier résident britannique en janvier 1834. Il se mit aussitôt à rétablir l'autorité britannique, arrêtant les meurtriers. Le Royaume-Uni occupa le territoire depuis ce temps-là, à l’exception d’une période de deux mois après l'invasion de 1982, pendant la guerre des Malouines.
À Buenos Aires, Vernet était en faillite et tentait d'obtenir une indemnisation du gouvernement américain pour les pertes dues au raid du Lexington. Ses démarches se révélèrent infructueuses. La situation à Buenos Aires était chaotique et les relations diplomatiques avec les États-Unis restèrent rompues jusqu'en 1839. Il fit plusieurs démarches auprès du gouvernement britannique, demandant de l'aide pour rétablir ses affaires à Port-Louis. Il reçut le soutien de Woodbine Parish (chargé d’affaires britannique à Buenos Aires de 1825 à 1832), qui le qualifia de la personne la plus qualifiée pour développer les îles.
Vernet écrivit au lieutenant Smith, offrant des conseils qui furent chaleureusement reçus et suivis. Smith exhorta à plusieurs reprises Vernet de revenir à Port-Louis, mais comme Vernet était devenu de plus en plus impliqué dans le différend territorial avec le gouvernement de Buenos Aires toutes les communications cessèrent. Une approche auprès du lieutenant Lowcay pour récupérer sa propriété fut repoussée, mais plus tard, il fut prié de retirer ses biens car le gouvernement ne pouvait pas en être responsable.